# ブラス・デ・レソ (フリゲート)
ブラス・デ・レソ（スペイン語：Blas de Lezo F-103）は、スペイン海軍のフリゲート。アルバロ・デ・バサン級フリゲートの3番艦。艦名はブラス・デ・レソ・イ・オラバリエッタ（es:Blas de Lezo y Olavarrieta）に由来する。

## 艦歴
「ブラス・デ・レソ」は、イージスシステム搭載型フリゲートとしてイサルフェロル造船所で建造され、2003年5月16日進水、2004年12月16日に就役した。
2004年9月11日、アメリカ海軍のアーレイ・バーク級ミサイル駆逐艦「DDG-83 ハワード」とともにミサイル発射試験を実施した。
2007年初頭、フランス海軍の「R 91 シャルル・ド・ゴール」戦闘群に2ヶ月間にわたり随伴・展開した。同年9月25日、スコットランド沖にてNATO合同演習中に事故が発生したが人的損害は無かった。その後、緊急修理のためにナバンティア社の施設に入渠した。
欧州連合主導によるソマリア沖の海賊対策であるアタランタ作戦にも参加している。